# Open-Shell
Open-Shell (wegen seiner Hauptfunktion auch Open-Shell-Menu genannt) ist ein quelloffenes Dienstprogramm für das Betriebssystem Windows. Es ist eine Weiterentwicklung von Classic Shell, welches ursprünglich von Ivo Beltchev entwickelt und 2017 eingestellt wurde. Open-Shell (bzw. Classic Shell) bietet unter anderem das klassische Startmenü für Windows 7, 8/8.1, 10 und 11 an.

## Funktionen
Das Aussehen des Startmenüs lässt sich mit Classic Shell auf Classic (also wie in Windows 9x und Windows 2000), dann in 2 Spalten, oder auf Windows 7 einstellen. Es bietet eine Schaltfläche zum Herunterfahren, Abmelden und Neustarten. Es gibt auch eine Übersicht aller Anwendungen, wie vom normalen Startmenü gewohnt. Für den Windows-Explorer ist eine Toolbar mit Funktionen aus älteren Windowsversionen verfügbar, beispielsweise eine „Hoch“-Schaltfläche zum Navigieren zum Überordner, womit sich auch der Internet Explorer wie gewohnt (auf das Aussehen der IE-Ausgabe 9) einstellen lässt.

## Geschichte
Classic Shell war vor der Ausgabe 3.9 quelloffen – die letzte noch veröffentlichte Ausgabe ist jedoch die 3.6.8, mit erster Unterstützung für Windows 8.1, welche mit Visual Studio 2008 und einem Plattform-SDK (englisch Platform SDK) in der Sprache C++ geschrieben wurde.
Ab Version 3.9 wurde Classic Shell nur noch ohne Quelltext als Freeware veröffentlicht, also für den privaten und kommerziellen Gebrauch weiterhin kostenlos einsetzbar, wobei die Weiterentwicklung durch Spenden finanziert wurde.
Ab Ausgabe 4.2.4 wird Windows 10 vollständig unterstützt. In einigen sehr frühen Windows-10-Builds wurde die Installation mit einem Hinweis auf angebliche Kompatibilitätsprobleme blockiert, die Windows-Prüffunktion ließ sich jedoch umgehen.
Seit Dezember 2017, mit Stand der Version 4.3.1, wird das Programm vom ursprünglichen Autor nicht mehr weiterentwickelt. Auf Basis des erneut unter MIT-Lizenz freigegebenen Quelltexts sollte die Software den Plänen des Autors zufolge durch eine neue Community weiterentwickelt werden, der Code wurde auf Github und SourceForge veröffentlicht. Seitdem wird die Entwicklung von einer Community unter der Bezeichnung Open-Shell fortgeführt, das als Nachfolger von Classic Shell angesehen wird.

## Rezeption
Für die Computerwoche nahm Classic Shell 2013 die Spitzenfunktion unter den Programmen zum Anpassen von Windows 8 ein.